# 36352 Erickmeza
36352 Erickmeza è un asteroide della fascia principale. Scoperto nel 2000, presenta un'orbita caratterizzata da un semiasse maggiore pari a 2,8558819 au e da un'eccentricità di 0,0586597, inclinata di 3,17758° rispetto all'eclittica.